# Pino Marzella
Giuseppe Marzella, detto Pino (Giovinazzo, 6 settembre 1961), è un ex hockeista su pista, allenatore di hockey su pista e dirigente sportivo italiano, allenatore della nazionale Indiana.

## Gli esordi

### Campionati giovanili
Esordì giovanissimo nella squadra della sua città, l'A.F.P. Giovinazzo, sotto la guida tecnica di Gianni Massari. Giocava come attaccante. Si mise in luce nelle selezioni giovanili grazie ai suoi virtuosismi funambolici e alla sua velocità e trascinò la squadra alla conquista di molti titoli italiani, nelle varie categorie a iniziare dalla Categoria Ragazzi nel 1975. Nel 1977, fu convocato come undicesimo nella nazionale italiana juniores (un anno in anticipo sulla categoria), squadra vincitrice del titolo europeo a Den Haag nei Paesi Bassi. Nel 1978 ancora con la nazionale italiana Juniores e partecipò ai Campionati Europei di Siviglia. La selezione azzurra conquistò la medaglia di bronzo e Pino Marzella segnò otto gol. Nel 1979 all'europeo juniores di Herne Bay in Inghilterra viene nominato miglior giocatore del torneo e viene premiato con una coppa donata dalla Regina Elisabetta II.

### Le vittorie con l'A.F.P. Giovinazzo
L'esordio in prima squadra col Giovinazzo avviene il 27 marzo 1976 a Lodi a soli 15 anni, dove la squadra ospite si impone per 4-2. L'anno della sua consacrazione fu il 1979, quando al termine della regular season l'A.F.P. Giovinazzo e il Breganze si trovarono a pari punti alla testa della classifica ma l'A.F.P. Giovinazzo perse lo scudetto perdendo lo spareggio con il punteggio di 6-7.
L'A.F.P. Giovinazzo si ripresentò ai nastri di partenza della stagione 1979/80 come la favorita per la conquista dello scudetto. Francesco Frasca, capitano di quella squadra, e Pino Marzella costituivano la coppia d'attacco più temuta del campionato: la flemma, la precisione e la serietà di Francesco Frasca si combinavano con la velocità quasi dannata di Pino Marzella in una miscela formidabile. L'A.F.P. Giovinazzo conquistò il titolo italiano e fu il primo, e finora unico, caso di squadra meridionale a vincere il titolo in uno sport praticato essenzialmente in poche regioni del Centro-Nord e prima squadra pugliese maschile in assoluto a vincere un titolo italiano. Pino Marzella risultò il capocannoniere del campionato con 62 gol e vinse la stecca d'oro, che per tre volte, in precedenza, aveva vinto il suo compagno Francesco Frasca.

### Undici gol in finale

1980: Pino Marzella bacia sua madre dopo la vittoria in Coppa delle Coppe

Al termine di quella stagione l'A.F.P. Giovinazzo vinse anche la Coppa delle Coppe, e anche quella fu una vittoria storica: fu la prima squadra italiana a vincere un trofeo in campo internazionale. La finale vide la compagine pugliese opposta al Sentmenat di Barcellona. All'andata, in Spagna, il Sentmenat si impose per 11-4. Tutti credevano che il risultato fosse ormai acquisito, ma nessuno aveva fatto i conti con "el diablo rubio" così come cronisti spagnoli avevano ribattezzato Pino Marzella e al ritorno l'A.F.P. Giovinazzo riuscì a pareggiare il conto e chiuse i tempi regolamentari sul risultato di 10-3, recuperando lo svantaggio di 7 reti. Nei tempi supplementari la superiorità dei pugliesi venne confermata e la vittoria finale per 14-4 consegnò la coppa nelle loro mani. Pino Marzella segnò 11 delle 14 reti giovinazzesi in quella partita.

### Verso il professionismo
Venne convocato da Gianni Massari, per la prima volta in Nazionale seniores ai Campionati del Mondo di Santiago del Cile. Alla sua prima partecipazione ad un mondiale a soli 18 anni viene inserito nella formazione ideale della manifestazione.
L'A.F.P. al termine della stagione, dopo anni di corteggiamento delle più forti squadre del nord, in concomitanza con l'anno del servizio militare, accettò la proposta della Corradini Reggio Emilia.

## La fortuna

### Primi passi da campione
Cambiare radicalmente atmosfera non influenzò in alcun modo la sua determinazione a diventare un campione di hockey di livello internazionale, come accadde invece per altri giocatori di hockey meridionali trasferitisi al Nord. Nel 1981 divenne nuovamente capocannoniere della serie A e vinse la Stecca d'oro, ma gli 81 gol segnati non servirono alla Corradini Reggio Emilia per vincere il titolo. Partecipò ai Campionati Europei di Essen, in Germania, dove conquistò insieme con la nazionale italiana il quarto posto e il titolo di capocannoniere. Nel 1982 la Corradini Reggio Emilia vinse il campionato di serie A e Pino Marzella non tradì: vinse per la terza volta consecutiva la classifica cannonieri con 90 gol. Al termine di quella stagione prese parte ai Campionati del Mondo di Barcelos, in Portogallo, ma la squadra italiana non guadagnò piazzamenti prestigiosi. Al contrario, nel 1983, ai Campionati Europei di Vercelli l'Italia conquistò la medaglia di bronzo e Pino Marzella segnò 8 gol. Quella stagione aveva vinto la classifica cannonieri della serie A con 60 gol. Dopo tre anni si concludeva il suo rapporto con la Corradini Reggio Emilia: fu ceduto alla Pompe Vergani Hockey Club Monza.

### L'esclusione
Nella stagione 1983/84 fu al centro di discussioni, in quanto non partecipò ai Campionati del mondo di Novara. La stampa nazionale attribuì questa mancata partecipazione a motivi disciplinari, ma in realtà Marzella fino alla mezzanotte prima che il mondiale avesse inizio era in trattativa con i responsabili della nazionale circa un rimborso economico dovuto ad un infortunio subito nel mondiale precedente, che gli compromise il contratto con la Corradini.

### Il riscatto
La stagione successiva rappresentò un continuo riscatto: a testa bassa affrontò tutti gli attacchi di stampa e pubblico e condusse il Novara alla vittoria di campionato, Coppa Italia e Coppa CERS. Conquistando la classifica marcatori di tutte e tre le competizioni ed in particolare la sua quinta stecca d'oro consecutiva con 61 gol. Prese parte ai Campionati Europei di Barcelos, in Portogallo: l'Italia arrivò al secondo posto e Pino Marzella venne giudicato miglior giocatore del torneo e capocannoniere avendo segnato 18 gol. La risposta che diede sul campo ai suoi detrattori fu di una limpidezza schiacciante e l'Amatori Vercelli mise a segno il colpo del mercato di quella stagione, strappandolo alla Pompe Vergani Hockey Club Monza, che possedeva ancora il suo cartellino.
Subito con l'Amatori Vercelli vinse il campionato italiano ed il Mundialito per club a La Coruña e Gianni Massari, riconfermato commissario tecnico della nazionale, lo convocò per i Campionati del Mondo a Sertãozinho, in Brasile. In seguito a un campionato impeccabile, l'Italia divenne campione del mondo. Pino Marzella risultò capocannoniere del torneo e venne giudicato miglior giocatore.

### Campione del mondo
Visse le stagioni successive all'insegna della ripetizione: poche vittorie gli mancavano per concludere la carriera da vincitore di tutti i possibili titoli. Vinse la stecca d'oro nel campionato 1986/87 segnando 71 gol, arrivò terzo con l'Italia ai Campionati Europei di Oviedo e al termine di quella stagione fu ceduto dall'Hockey Club Amatori Vercelli al Beretta Hockey Club Monza, dove ritrovava come allenatore Gianni Massari. Nel 1988 partecipò ai Campionati del Mondo di La Coruña, in Spagna, dove l'Italia si laureò campione del mondo per la seconda volta consecutiva. Marzella, capitano della compagine, mise a segno 8 gol, tra i quali il gol del pareggio a 5 minuti dal termine e lo storico 2-1 nella partita contro i padroni di casa, a dieci secondi dal termine, beffando il portiere avversario con un incredibile tiro all'incrocio dei pali dall'angolo basso della linea di porta su passaggio di Enrico Mariotti; dinanzi a un pubblico spagnolo imbestialito, che dopo pochi istanti avrebbe scagliato in malo modo la sua rabbia contro la squadra beniamina. I giornali italiani e internazionali lo definivano "Maradona dell'hockey". Tutto questo gli varrà il riconoscimento della Medaglia d'oro al valore atletico.

### Dopo aver vinto tutto
Nella stagione 1988/89 vinse per l'ottava volta la classifica marcatori del campionato di serie A con 91 gol, portando la sua squadra al secondo posto in campionato e vincendo per la seconda volta la Coppa Italia e la Coppa CERS insieme. Fu ceduto dal Beretta Hockey Club Monza all'Amatori Lodi. Venne convocato nella selezione azzurra da Gianni Massari per prendere parte ai Campionati Europei a Lodi: puntualmente quella storica compagine nazionale conquistò il titolo di campione d'Europa. La sua carriera non aveva più nulla da dire. Ormai aveva vinto tutto, o quasi: l'unico trofeo assente nella sua personale bacheca delle vittorie era, e resta, la Coppa dei Campioni, la metà delle volte non disputandola poiché cambiava casacca quasi ogni anno dopo aver vinto il campionato.
Nel 1991 passò al Veroni Scat Correggio, ma fu quella stagione che Pino Marzella conobbe anche l'amarezza della sconfitta: la squadra retrocesse in serie A2 al termine dei Play Out, e Marzella passò al Roller Monza campione d'Italia in carica. Prima del ritiro fece l'ultima apparizione nella Nazionale italiana nell'estate del 1992 per prendere parte ai Giochi olimpici di Barcellona: l'hockey su pista non era disciplina olimpica e nel 1992 venne ammessa ai Giochi come disciplina dimostrativa. Doveva essere messo in scena un torneo fra le massime potenze dell'hockey con le squadre piene di campioni plurititolati e Pino Marzella non poteva mancare. Fu quello, in sostanza, il suo atto di addio all'hockey giocato ad alti livelli: l'Italia vinse la medaglia di bronzo. La sua più grande amarezza fu quella di non aver potuto disputare la parte finale delle olimpiadi per uno stiramento subito nel girone di qualificazione.
Nel 1993 torna a Giovinazzo ed insieme ad alcuni amici rileva il G.S.H. Giovinazzo che militava in quel momento in A2 e con un campionato strepitoso in veste di allenatore/giocatore riportò la squadra della sua città nella massima serie.

### La fama
Classico esempio di genio e sregolatezza, cannoniere implacabile, spesso tradito dal temperamento vivace e a volte esageratamente esuberante. Fantasioso, asso del dribbling, dal tiro saettante, era spesso duramente bersagliato dalle difese, ma sapeva farsi rispettare. Di temperamento vulcanico, ma generoso, è stato nel suo periodo il giocatore più forte al mondo, tra i più forti di tutti i tempi e considerato soprattutto come personaggio, quello capace con una prodezza di risolvere una partita, come però di farla perdere quando i nervi lo tradivano. Ha caratterizzato in pieno l'onda del boom dell'hockey su pista italiano degli anni ottanta, cambiando otto squadre con estrema facilità.

## Oggi
Fino a Dicembre 2010 Pino Marzella è stato manager dell'A.F.P. Giovinazzo nel campionato di Serie A1. Dopo che l'aveva lasciata da giocatore nel 1980, l'A.F.P. Giovinazzo era stata privata nel corso degli anni dei suoi migliori atleti (tra cui i campioni del mondo Tommaso Colamaria e Franco Amato) attratti dalla prospettiva del professionismo, ed era inevitabilmente precipitata in uno stato di abbandono e degrado. Dal 2004 Pino Marzella è stato capace, con il suo carisma, di raccogliere intorno a un progetto di rinascita sportiva la passione di decine di giovanissimi atleti e centinaia di tifosi e di riaccendere le speranze di un ritorno a alti livelli di competizione.
È ripartito dalla serie B e al primo tentativo, nella stagione 2004/05, ha ottenuto la promozione in serie A2. Dopo due campionati tra i cadetti, nel marzo 2007 ha condotto la squadra alla promozione nella massima serie, dopo 13 anni, con una squadra di ventenni. Nel campionato 2008/2009 ha conquistato la qualificazione alla coppa CERS, dopo ben 25 anni di assenza dell'A.F.P. Giovinazzo dallo scenario europeo. È stato capace di dare un gioco intenso a una squadra fatta di talenti locali e stranieri, che è riuscito ad attirare in una piccola realtà come Giovinazzo con la sola forza del suo nome.
Durante la stagione 2010/2011 ha deciso di lasciare la guida tecnica della prima squadra e dedicarsi alla gestione della società. In assenza di sponsor e in una situazione di pesante crisi finanziaria è stato costretto a passare la società a una cordata di imprenditori locali, ritirandosi così momentaneamente dall'hockey.
Il 29/6/2011 viene annunciato il suo arrivo all'Amatori Lodi come allenatore per la stagione 2011/2012, dove vince la regular season con 23 vittorie su 26 incontri, disputa la final eight di Coppa Campioni, il 25 novembre 2011 vince la coppa Italia con l'Amatori Lodi come allenatore ed eguaglia il record di 18 vittorie consecutive (di tutte le manifestazioni nazionali ed internazionali) detenuto fino a quel momento dai galattici del Follonica.
Dal luglio 2013 Pino Marzella allena la Pattinomania Matera, formazione che milita nel campionato nazionale di serie A1, dove centra una storica permanenza nella massima serie con ragazzi del posto.
Dal 2015 è commissario tecnico della Nazionale femminile.
Da ottobre 2015 allena l'Hockey Bassano formazione che milita nel campionato nazionale di serie A1, subentrando ad Enrico Bernardini dopo due giornate di campionato.
Chiude la regular season al sesto posto.

## Palmarès

### Giocatore

#### Club

##### Competizioni nazionali
- Campionato italiano: 4

AFP Giovinazzo: 1979-1980
Reggiana: 1981-1982
Novara: 1984-1985
Amatori Vercelli: 1985-1986
- Coppa Italia: 3

Monza: 1983-1984, 1988-1989
Novara: 1984-1985

##### Competizioni internazionali
- Coppa delle Coppe: 1

AFP Giovinazzo:1979-1980
- Coppa CERS/WSE: 2

Novara: 1984-1985
Monza: 1988-1989

#### Nazionale
- Campionato mondiale: 2

Sertãozinho 1986, La Coruña 1988
- Campionato europeo: 1

Lodi 1990

#### Individuale
- Capocannoniere della Serie A/A1 (Stecca d'oro): 8

AFP Giovinazzo: 1980 (62 gol)
Reggiana: 1981 (81 gol), 1982 (90 gol), 1983 (60 gol)
Monza: 1984 (61 gol), 1989 (91 gol)
Novara: 1985 (61 gol)
Amatori Vercelli: 1987 (71 gol)
- Medaglia d'oro al valore atletico

### Allenatore

#### Club

##### Competizioni nazionali
- Coppa Italia: 1

Amatori Lodi: 2011-2012
- Campionato italiano femminile: 1

Matera: 2014-2015

### Libri
- Gianfranco Capra Mario Scendrate, Hockey su pista in Italia e nel mondo, Novara, S.E.N., 1984.
- Paolo Virdi, 50 minuti di gloria. Gli anni moderni dell'hockey pista. Volume 1, Lodi, Lodinotizie, 2012, ISBN 978-88-908803-0-8.
- Paolo Virdi, 50 minuti di gloria. Gli anni moderni dell'hockey pista. Volume 2, Lodi, Lodinotizie, 2013, ISBN 978-88-908803-1-5.

### Fonti varie
- Quotidiano La Stampa, disponibile sul sito dell'Archivio Storico La Stampa.